# Гульшин, Иван Фёдорович
Иван Фёдорович Гульшин (р. 1926, село Хренное, Петровский район, Тамбовская область, РСФСР) — краевед, почётный гражданин Петровского района Тамбовской области, крупный исследователь истории Поматырья. Учитель истории, отличник народного просвещения РСФСР, ветеран Великой Отечественной войны, член Тамбовской областной общественной организации.

## Биография
Родился в селе Хренном Петровского района Тамбовской области, учился в Яблоновецкой школе.
В 1943 году был призван в Красную Армию, служил в Крыму в морской авиации.
После Великой Отечественной войны окончил Киевское высшее военно-морское политическое училище и был направлен для прохождения службы на Тихоокеанский флот, однако в 1954 году в связи с сокращением личного состава был уволен в запас и вернулся в село Хренное.
Поступил на заочное отделение исторического факультета Саратовского государственного университета. В 1957 году начал педагогическую деятельность в Яблоновецкой школе. Под его началом в школе появился краеведческий кружок, ставший впоследствии археолого-краеведческим. Ежегодно в течение двадцати лет юные краеведы во главе с Гульшиным обследовали берега Матыры и её притоков. Ученики во время походов находили осколки глиняной посуды, каменные орудия труда, оружие и так далее. Позже все эти предметы стали экспонатами школьного музея.
В 70-х годах XX века обнаружил многослойный археологический памятник — Яблоновецкое городище (Петровский район), занимающее горловину Яблоновецкой луки и прилегающие к ней берега Матыры. Обосновал гипотезу о том, что данное городище и является летописной Онузой, местоположение которой многие годы пытаются уточнить историки.
Результатом поисковой деятельности и работы в государственных архивах Тамбовской и Липецкой областей, Центральном государственном архиве древних актов, научных залах библиотек, стали многочисленные статьи об археологических памятниках Петровского района, истории сёл и деревень, происхождении топонимов и гидронимов, опубликованные в районной газете «Сельские зори» и областных газетах, выступления на научных конференциях краеведов областного, всероссийского и всесоюзного масштаба.
Выявил и дополнил сведения о выдающихся уроженцах петровской земли (А. Н. Лодыгин, С. П. Жихарев, С. Н. Терпигорев, Н. Я. Аристов). Восстановил и подробно описал в книге «Патриотический почин тамбовцев» историю создания танковой колонны «Тамбовский колхозник», отследил боевой путь войсковых формирований, в составе которых были эти танки. 
В периодических изданиях, краеведческих и межвузовских сборниках опубликовал более 300 статей. Материалы представлены в Тамбовской областной универсальной научной библиотеке им. А. С. Пушкина, Межпоселенческой библиотеке с. Петровского Тамбовской области, Липецкой областной универсальной научной библиотеке.
В Яблоновецкой школе проработал учителем истории более 40 лет.
В 2001 году получил звание «почётный гражданин района».
В 2016 году на 90-летие Ивану Фёдоровичу Гульшину направил поздравительное письмо Президент РФ В.В. Путин.
В 2021 году вышло полное собрание статей краеведа за 1975-2015 годы ("Люби и знай свой край родной", г. Тамбов, изд. "Тамбовский полиграфический союз", 720 стр., 300 экз.); книги представлены в Тамбовской областной универсальной научной библиотеке имени А. С. Пушкина, Липецкой областной универсальной научной библиотеке и Межпоселенческой централизованной библиотеке с. Петровское Тамбовской области.  